# Castelo de Renfrew
O Castelo de Renfrew (em língua inglesa Renfrew Castle) é um castelo em ruína localizado em Renfrew, Renfrewshire, Escócia.
Encontra-se classificado na categoria "B" do "listed building" desde 14 de outubro de 1994.